# Begonia brevipetala
Espèce
Synonymes
- Begonia brevipetala var. brevipetala[1]
- Casparya brevipetala A.DC.[1]

Begonia brevipetala est une espèce de plantes de la famille des Begoniaceae. Ce bégonia est originaire du Venezuela. L'espèce fait partie de la section Casparya. Elle a été décrite en 1859 sous le basionyme de Casparya brevipetala par Alphonse Pyrame de Candolle (1806-1893), puis recombinée dans le genre Begonia en 1894 par Otto Warburg (1859-1938). L'épithète spécifique brevipetala signifie « à pétales courts ».

## Répartition géographique
Cette espèce est originaire du pays suivant : Venezuela.

## Liste des variétés
Selon Tropicos (6 février 2017) (Attention liste brute contenant possiblement des synonymes) :
- variété Begonia brevipetala var. brevipetala
- variété Begonia brevipetala var. luteynorum L.B. Sm. & Wassh.